# Небиоло, Примо
Примо Небиоло (итал. Primo Nebiolo) — четвёртый президент Международной ассоциации легкоатлетических федераций.
В молодости он занимался лёгкой атлетикой, в частности специализировался в прыжках в длину. Экс-президент международной федерации студенческого спорта. Является одним организаторов проведения Универсиад. C 1969 по 1989 год был президентом федерации лёгкой атлетики Италии. Был членом МОК.
Умер от сердечного приступа.

## Память
- Стадион Примо Небиоло[англ.] в Мессине
- Легкоатлетические соревнования — Мемориал Примо Небиоло в Турине
- В Бухаресте есть улица названная его именем

## Награды
- Кавалер Большого креста ордена «За заслуги перед Итальянской Республикой» (13 сентября 1975 года).
- Великий офицер ордена «За заслуги перед Итальянской Республикой» (13 мая 1971 года).
- Офицер ордена Ацтекского орла (1979 год, Мексика).
- Орден Дружбы (31 августа 1998 года, Россия) — за большой вклад в развитие спорта, укрепление дружбы и сотрудничества между народами России и Италии[1].
- Серебряный Олимпийский орден.